# Béchara el-Khoury
Pour l’article homonyme, voir Bechara El-Khoury.
Béchara el-Khoury (بشارة الخوري), né le 10 août 1890 dans une famille maronite et mort le 11 janvier 1964, est un homme d'État, président de la République libanaise.

## Biographie
Le premier mandat de Béchara el-Khoury comme président de la République s'étend du 22 juillet au 11 novembre 1943, avant l'indépendance du pays. Puis il devient le premier président de la République libanaise indépendante, en poste du 22 novembre 1943 au 18 septembre 1952. 
Il a aussi été président du Conseil à deux reprises pendant le mandat français du 5 mai 1927 au 10 août 1928 et du 9 mai au 11 octobre 1929.

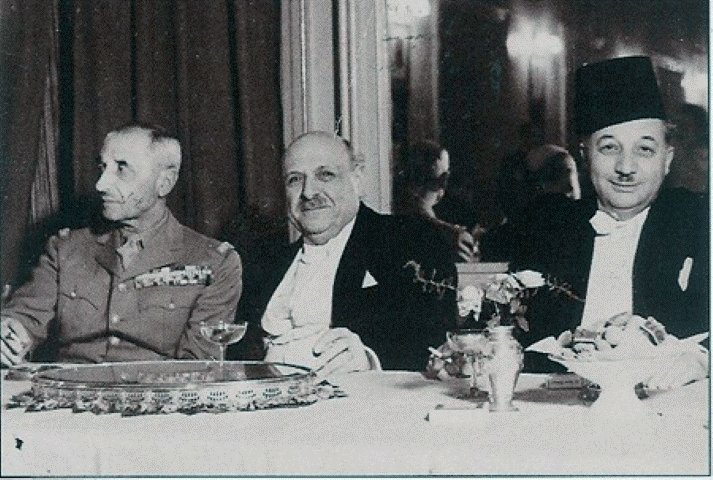
Riad El Solh, Béchara El Khoury et Georges Catroux en 1943 lors de la reconnaissance de l'indépendance du Liban.

Le 11 novembre 1943, il est arrêté et envoyé au château de Rachaya avec Camille Chamoun, Riyad es-Solh et d'autres indépendantistes. Sa libération le 22 novembre 1943 devient le jour de l'indépendance du Liban. En 1943, il crée le parti Ad Dastour, dirigé par Michel el-Khoury après sa mort en 1964.

## Vie privée
Béchara el-Khoury est le père de l'artiste Huguette Caland.

## Liens Externes
- Notices d'autorité :   - VIAF
  - ISNI
  - IdRef
  - LCCN
  - GND
  - CiNii
  - Israël
  - Suède
  - WorldCat